# (4263) Abashiri
(4263) Abashiri es un asteroide perteneciente al cinturón de asteroides, descubierto el 7 de septiembre de 1989 por Masayuki Yanai y el astrónomo Kazuro Watanabe desde el Observatorio de Kitami, Hokkaidō, Japón.

## Designación y nombre
Designado provisionalmente como 1989 RL2 . Fue nombrado Abashiri en homenaje a la ciudad japonesa de Abashiri en Hokkaidō.